# Эрхарт, Грегор
Грегор Эрхарт (нем. Gregor Erhart; ок. 1465, Ульм — 1540/1541, Аугсбург) — немецкий скульптор, работавший в южной Германии на грани эпох поздней готики и Возрождения, представитель Ульмской художественной школы.

## Жизнь и творчество
Первоначально Грегор работает в мастерской своего отца, Михеля Эрхарта. В 1494 году он переселяется в соседний имперский город Аугсбург. Как предполагается — в связи с получением контракта по проведению работ в местных монастыре и в церкви св. Морица. В Аугсбурге скульптор жил в доме своего тестя, Адольфа Даухера, работавшего краснодеревщиком и резчиком по дереву («кистлером»). В 1496 году Грегор получает в Аугсбурге права «мастера», в городских документах Грегор Эрхарт характеризуется как «Ingeniosus magister». В Аггсбурге и в Баварии произведения, созданные Эрхартом, находят большой спрос. В 1531 году он передаёт права на свою мастерскую сыну, Паулю Эрхарту. через 9 лет после этого мастер скончался.

## Семья
Грегор Эрхарт был представителем известной династии скульпторов и резчиков по дереву. Основателем её был его отец, Михель Эрхарт, в мастерской которого в Ульме начинал свою деятельность и Грегор. Кроме него, скульпторами стали также младший брат Грегора, Бернгарт Эрхарт, и сын Грегора, Пауль Эрхарт.

## Избранные работы
- Центральный алтарь церкви св. Марии, Талькирхен (1482—1485)
- Статуя мадонны, Базилика Святых Ульриха и Афры, Аугсбург
- Статуя мадонны-защитницы для алтаря в монастыре Кайсхейм (1502—1504)
- Фигура св. Магдалины, назв. «La Belle Allemande», ок. 1510, ныне Лувр, Париж
- Скульптура мадонны-защитницы, после 1510, собор Фрауэнштейн, Мёльн
- Распятие периода 1510/1520, начиная с 1808 года в Оллингене
- Эпитафия врача Адольфа Окко, (ум. 1503), собор Искушения Марии, Аугсбург
- Эпитафия Амброзиуса Вирзунга, (ум. 1513), собор Вознесения Марии, Больцано
- Памятник Виллибальду (1514), у западного хора собора в Эйхштатте, Бавария

## Галерея

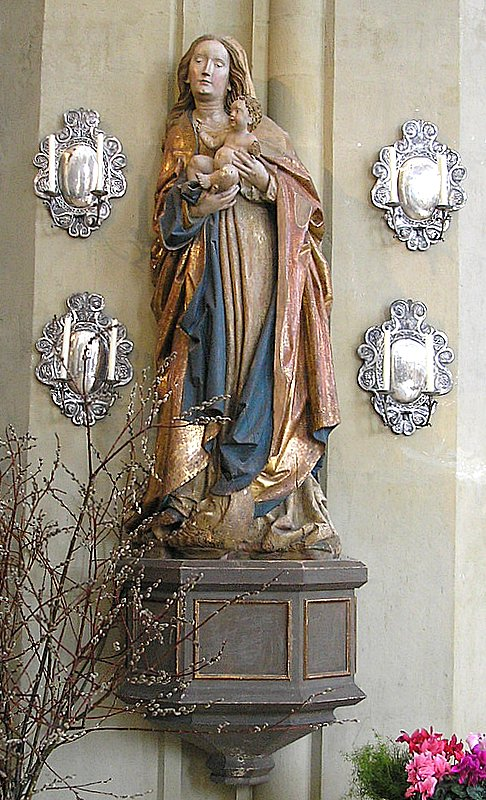
Скульптура мадонны, Базилика Святых Ульриха и Афры, Аугсбург
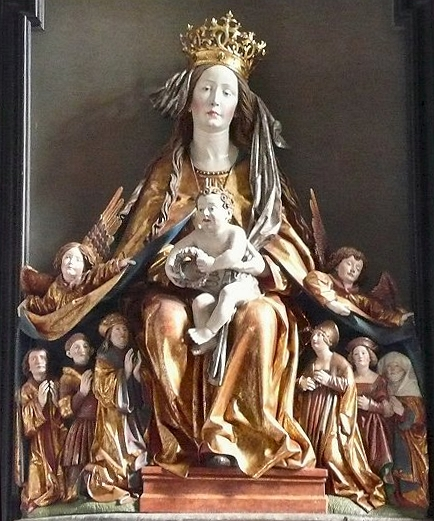
Скульпура мадонны-защитницы, церковь в Фрауэнштейне, место паломничества
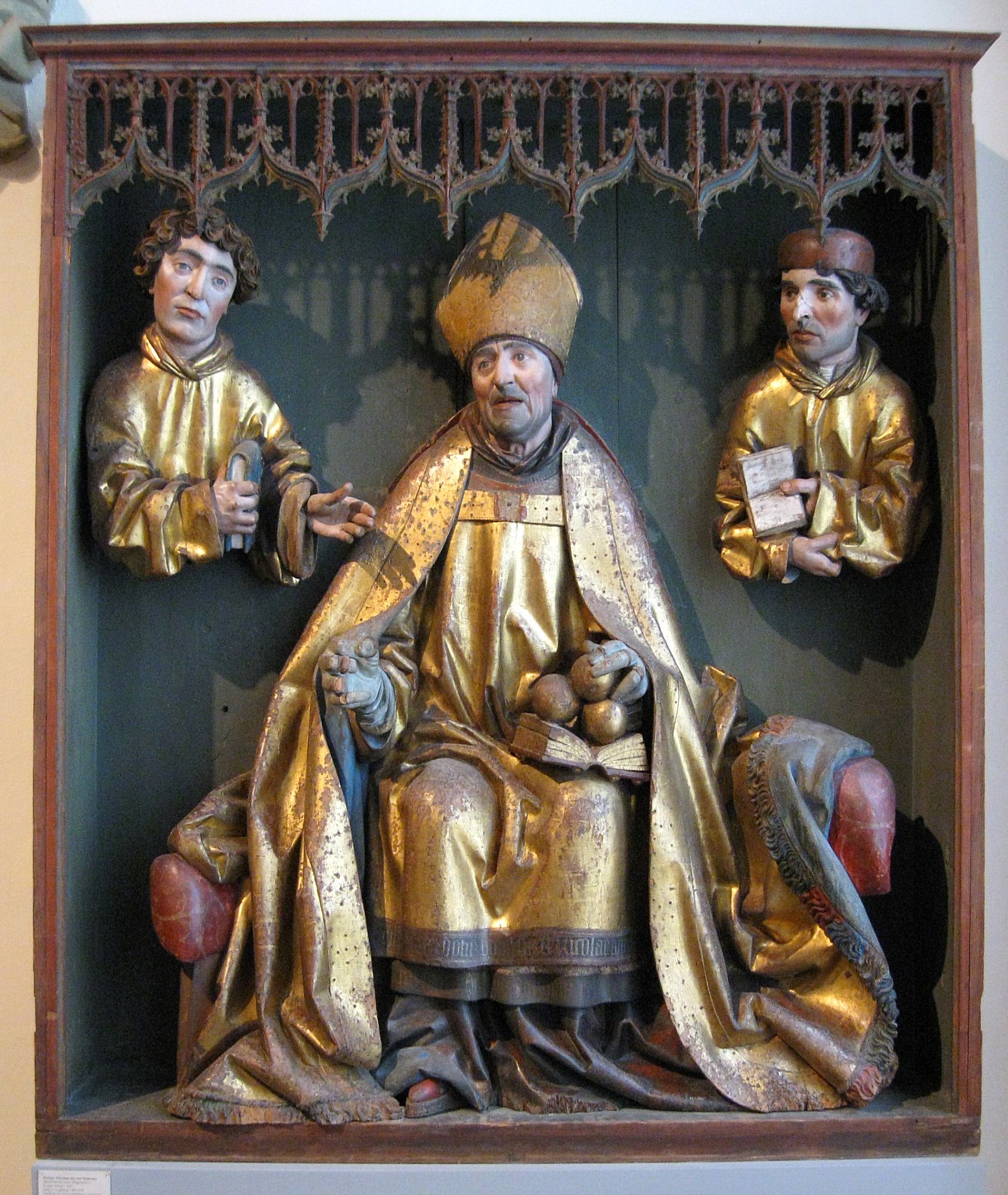
Статуя св. Николая с двумя диаконами (1501). Баварский национальный музей
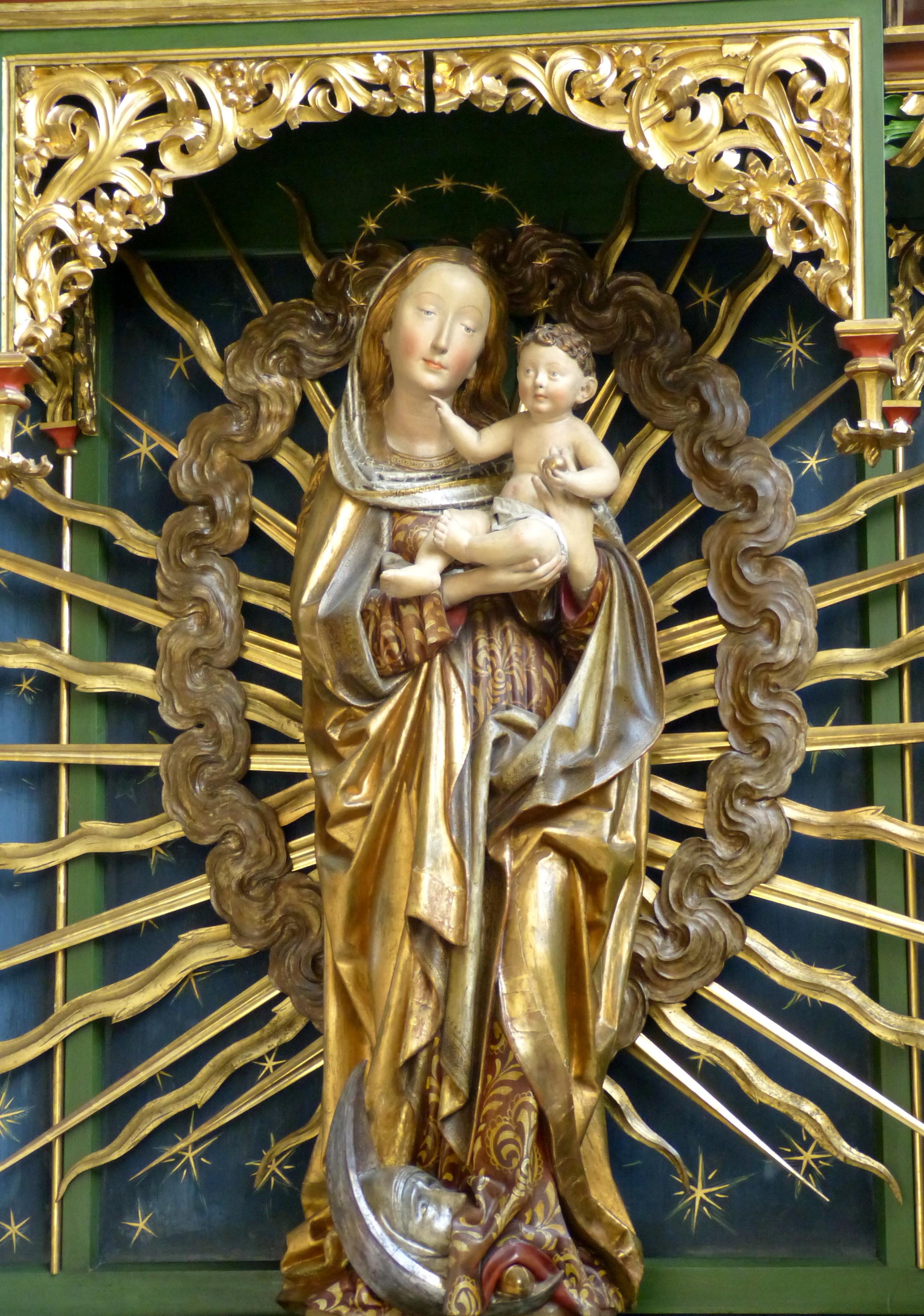
Мадонна, собор Юберлингена
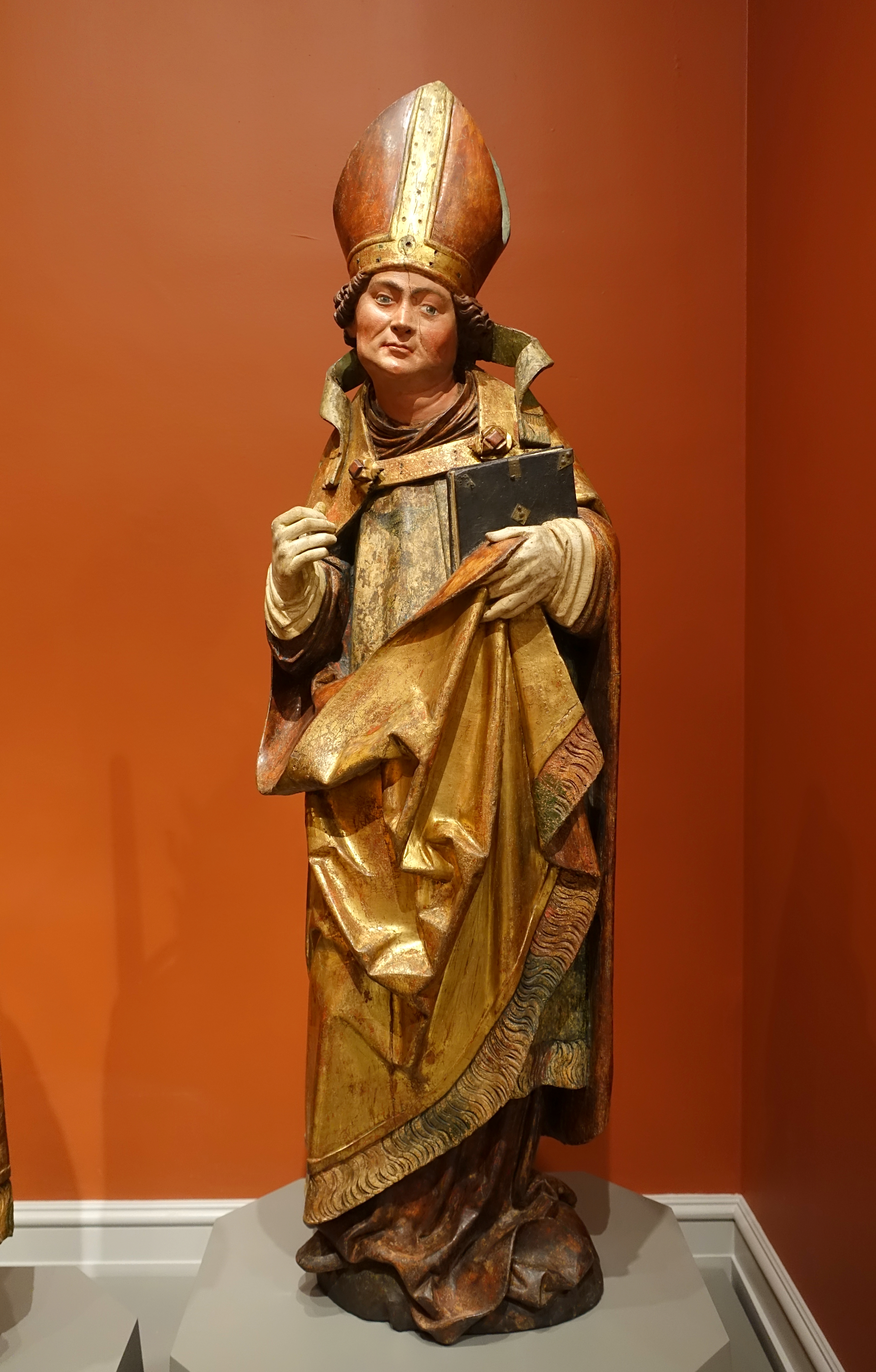
Св.Килиан
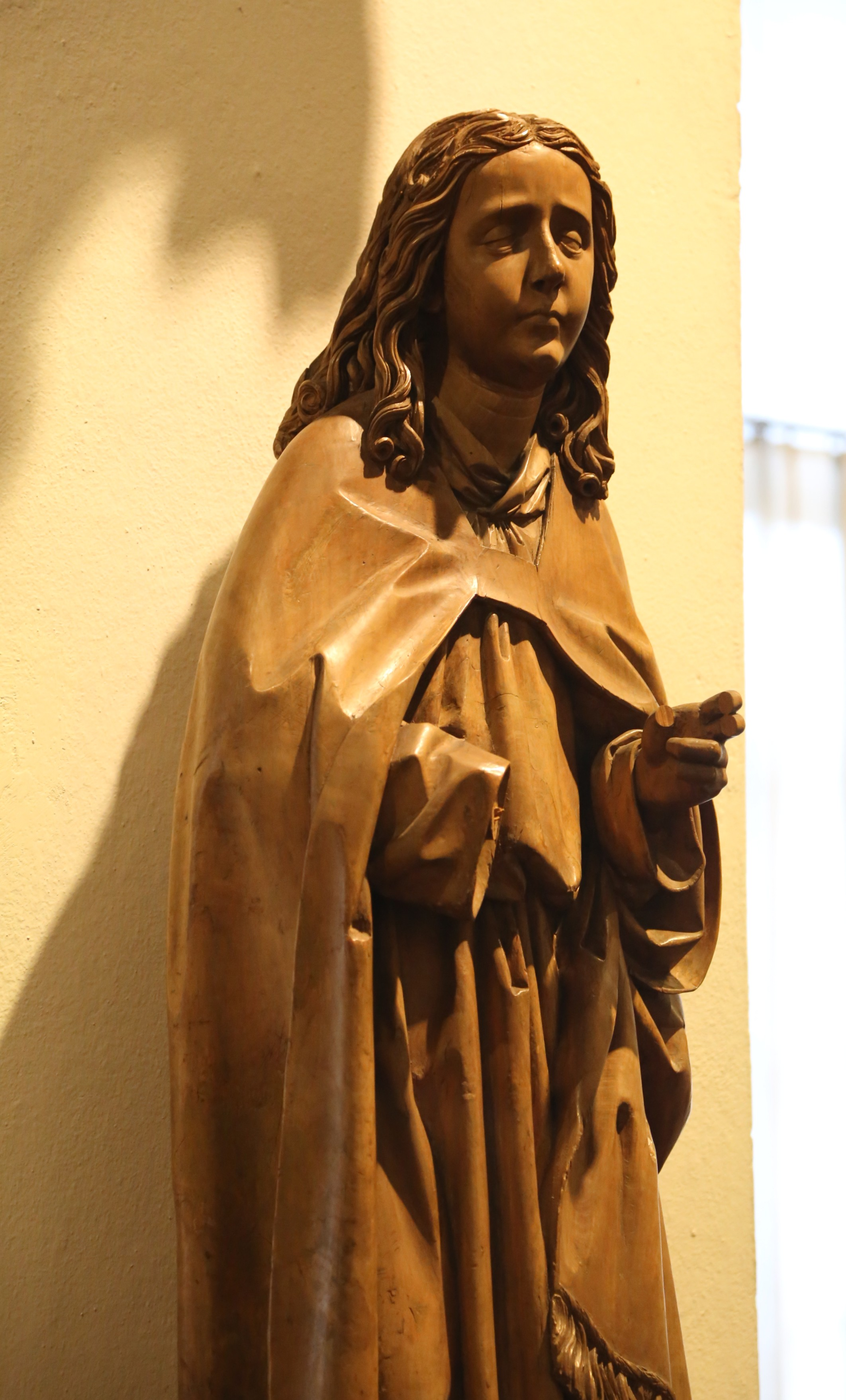
Статуя ангела